# Île du Levant
Île du Levant – wyspa w archipelagu Îles d'Hyères w południowej Francji, na Morzu Śródziemnym (departament Var).
Wyspa ma długość 8 km, szerokość 2 km. Znajduje się w Zatoce Liońskiej. Od 1948 90 procent obszaru wyspy nie jest dostępna dla turystów. Teren ten zajmuje wojsko (Centre d'Essais de Lancement de Missiles).
W 1931 Gaston i André Durville założyli na wyspie wioskę naturystów – Héliopolis. Nad położoną na wzgórzu osadą dominuje fort z epoki napoleońskiej. W miasteczku istnieje niewielka szkoła, urząd pocztowy i posterunek policji. Mieszkańcy posiadają jeden sklep spożywczy i kilka sklepów z odzieżą, które oferują tzw. le minimum. Na wyspie znajduje się kilka hoteli i restauracji.
Plaże Bain de Diane oraz Plage des Grottes zarezerwowane są dla naturystów. Obowiązek noszenia ubrań istnieje jedynie wokół portu i w centrum miasteczka.
Na wyspę zapuszczają się też płetwonurkowie. Na wyspie nie ma ruchu kołowego.